# Suore francescane angeline
Le Suore Francescane Angeline sono un istituto religioso femminile di diritto pontificio: i membri di questa congregazione pospongono al loro nome la sigla S.F.A.

## Storia
La congregazione venne fondata a Castelspina dal frate minore francescano Innocenzo Gamalero (1837-1917), economo del convento di Rivalta Bormida, e da Chiara Ottavia Ricci (1834-1900) per l'assistenza all'infanzia nell'asilo del paese: il nome di "Angeline" dato alle suore deriva dall'intitolazione dell'istituto alla Vergine degli Angeli.
L'istituto venne eretto in congregazione di diritto diocesano il 29 settembre 1885 e ricevette il pontificio decreto di lode il 13 maggio 1928; aggregato all'Ordine dei Frati Minori dal 22 febbraio 1937, le sue costituzioni vennero approvate definitivamente dalla Santa Sede il 1º giugno 1938.

## Attività e diffusione
Le Francescane Angeline si dedicano all'insegnamento in scuole e asili, alle opere parrocchiali e all'assistenza agli anziani e agli ammalati in ospedali e case di riposo.
Oltre che in Italia, sono presenti in America (Argentina, Bolivia, Brasile) e Africa (Ciad, Repubblica Democratica del Congo): la sede generalizia è a Roma.
Al 31 dicembre 2005 l'istituto contava 204 religiose in 37 case.